# Principat de Gonda
Gonda fou un regne de l'Índia, al districte de Gonda, a Oudh (Madhya Pradesh).
En temps d'Akbar el Gran (finals del segle XVI i començament del segle XVII) els bisens de Majhauli a Gorakhpur, sota Raja Prithwi Mul, van consolidar el seu domini i van establir un regne amb un territori de 2500 km² sota domini dels seus rages. Man Mul o Mull (després Singh) va fundar Gonda. Van dominar a Gonda, Bhinga, Kalakankar i altres llocs. Man Mul va rebre el títol de raja el 1618 de l'emperador mogol (al que va regalar un esplèndid elefant) i fou l'ancestre dels rages de Bhinga i Mankapur.
Ram Singh va fer la guerra als janwars que dominaven al nord, i va destruir la seva fortalesa de Bhatpuri vers 1666 i els va poder expulsar de la zona; llavors va atacar a l'oest i va expulsars als rajputs raikwars annexionant 74 pobles que van formar la pargana de Paharapur.
Dutt Singh va fer expedicions contra els afganesos (feudataris mogols) de Bahraich (en revenja per l'ultratge d'una dona braman) i després contra els afganesos (feudataris mongols) d'Utraula al sud i va conquerir i annexionar Paraspir i Ata, dominant les parganes de Paraspur, Gonda, Digsir, Mahadeva o part de Gunwarich; després d'un suposat insult del governador afganès de Bahraich Alawal Khan, el raja va refusar pagar el tribut i una força fou enviada contra Gonda dirigida per Alawal; va creuar el Gogra a Paska i se li van unir els kalhansis, amb ajut dels quals va assaltar el fort de Paska i després va derrotar un contingent braman a Malauna i va avançar cap a Gonda; el raja va reunir les seves forces i va lliurar batalla a Sarbhangpur a la pargana de Paharapur, en la que Alawal kan va morir i les seves forces van fugir. Raja Dutt Singh va recuperar la seva independència però al cap de poc es va enviar un segon exèrcit que va arribar a Gonda i la va assetjar; la situació era greu quan Dutt va rebre reforços dels bisen de Ramapur, al nord de la pargana, i els assetjants es van retirar; finalment el raja va acordar el pagament del tribut però els seus territoris van deixar de dependre del governador (nazim) de Bahraich. Així Dutt va incrementar de fet el seu poder i independència. Va aconseguir posar al seu germà Bhawani Singh al front de l'estat de Bhinga (abans dels janwars) que en endavant fou regit per la dinastia bisen; també es va apoderar de Mankapur i va deposar Bandhalgoti Rai donant el tron al seu fill infant Azmat Singh; la seva influència era tan gran que tots els sobirans al nord del Gogra el reconeixien com a sobirà suprem i aportaven les seves forces quan calia lluitar (normalment a la zona entre el Gogra i el Kuwana).
Mangal Singh va tenir un regnat curt; fou designat àrbitre entre els dos fills del raja de Bansi i mentre era a aquest estat per fer l'arbitratge fou assassinat per Zalim Singh, un surajbansi d'Amarha, partidari d'un dels pretendents. El seu fill i successor Sheo Prasad Singh va atacar Amarha (o Amorha) i va assolar el territori que va annexionar. Jai Singh va refusar el pagament del tribut a Oudh i va provocar l'hostilitat britànica quan va interferir en la feina de l'oficial anglès enviat per ajudar al nazim d'Oudh a recaptar les taxes a Gauhani (a Digsir); considerant els fets com una invasió del seu territori va prendre les armes contra Oudh i es va lliurar una decisiva batalla a la riba del Terhi, en que Jai Singh fou derrotat i va fugir a les muntanyes on va morir. La seva esposa Rani Phul Kanwar, va exercir breument l'autoritat al principat i va adoptar com a successor a Guman Singh, (possible net de Pahlwan Singh, el germà de Mangal Singh).
El seu oncle Hindupat Singh, fill de Pahlwan Singh, va objectar l'adopció i va obligar a Rani Phul Kanwar a fugir sent assassinada quan creuava el Bisuhi; Hindupat va estar a punt d'apoderar-se de Guman Singh; aquest es va amagar a Ayodhya i al cap d'un temps va sortir per dirigir-se a Gonda, on va obtenir la protecció dels bramans pandes; Guman Singh va patir alguns intents d'assassinat i finalment els bramans pandes van atacar a Hindupat i el van matar amb tota la seva família. Guman Singh va esdevenir raja però els oficials recaptadors d'Oudh van entrar al territori i Nirmal Das, germà del ministre Tikait Rai, que era llavors a Bahraich, es va dirigir a Gonda amb un fort exèrcit i va assolir la direcció efectiva de l'estat enviant a Guman Singh sota custòdia a Lucknow; fou alliberat al cap d'un temps per la intercessió de Mahant Jagjiwan Das de Kotwa (a Barabanki) fundador de la secta Sattnami i persona de molta influència. Va retornar a Gonda però només se li va permetre governar 32 pobles, necessaris per al seu manteniment; va viure amb amistat amb les autoritats d'Oudh i va aconseguir alguns altres pobles (la majoria per compra) a més del que dominava a Nankar i quan va morir el 1836 dominava altra vegada un gran estat de considerable riquesa, però no va deixar fills.
Va seguir un interregne en què els pandes van afavorir a Sanumam Singh, fill de Madho Singh de Mahnon però la vídua de Saif al-Dawla (que era el nazim aleshores) va imposar al tron a Devi Baksh Singh, fill de Daljit Singh (germà de Guman Singh). Aquest va construir una fortalesa a Jigna des d'on va governar i va incrementar la seva propietat ràpidament; es va casar amb la fill del raja de Bhadawar amb el que es va aliar. El 1857 va fer costat a la begum Hazrat Mahal d'Oudh contra els britànics i finalment va fugir a Nepal amb la begum el 1858. L'estat fou confiscat pels britànics i repartit entre altres rages lleials (Sir Drigbijai Singh o Dig Bijai Singh de Balrampur i Sir Man Singh d'Ajodhya o Ayodhia o Shahganj).

## Llista de rages
- Raja Prithwi Mul de Majhauli
- Pratap Mul (fill)
- Hom Mul (germà, raja de Kalakankar), inicia la nissaga de reges de Kalakankar
- Raja Shah Mul
- Raja Kusum Mul
- Raja Man Mul, després Man Singh 1618-
- Raja Lakshman Singh
- Raja Nirvahan Singh
- Raja Amar Singh ?-1665
- Raja Ram Singh 1665-1693
- Raja Dutt Singh (fill) 1693-?
- Raja Bhawani Singh (germà, raja de Bhinga) inicia la nissa de Bhinga després de 1693
- Udit Singh (fill) segle XVIII
- Ajmat Singh (germà, raja de Mankapur) inicia la nissada de Mankapur
- Raja Mangal Singh
- Raja Sheo Prasad Singh
- Raja Jai Singh
- Rani Phul Kanwar, regent
- Raja Guman Singh ?
- Hindupat Singh
- Raja Guman Singh ?-1836 (segona vegada)
- Raja Devi Baksh Singh vers 1837-1858